# Lydya
Lydya fue el nombre de una locomotora diesel experimental de la Compañía Nacional de Ferrocarriles, en Portugal.

## Historia
Esta locomotora fue fabricada por la casa alemana Deutz AG, siendo transportada a Portugal en 1938, en piezas separadas, y montada en las oficinas de la Compañía Nacional en Mirandela. Al año siguiente, ya se encontraba en servicio en la Línea del Túa. En 1947, fue transportada a las oficinas de Porto-Boavista, donde fue retirada posteriormente.
Fue la primera locomotora diésel en Portugal, aunque apenas haya funcionado más allá que como prototipo; la primera familia de locomotoras de este tipo en servicio regular fue la Serie 1500 de CP, que entró en servicio en 1948.

## Ficha técnica
- Informaciones diversas
  - Fabricante: Deutz AG[1]
  - Año de fabricación: 1938[1]
  - Año de entrada en servicio: 1939[1]
  - Tipo de tracción: Diesel[1]
  - Ancho de via: Ancho métrico[1]
  - Nº de unidades construidas: 1[1]